# Ülőszemű tüdőscsigák
Az ülőszemű tüdőscsigák (Basommatophora) a puhatestűek törzsének, héjasok altörzsének, a csigák osztályának és a tüdőscsigák (Pulmonata) rendjének egyik alrendje.

## Rendszerezés
Az alrendbe az alábbi öregcsaládok és családok tartoznak:
- Acroloxoidea
  - Acroloxidae
- Amphiboloidea
  - Amphibolidae:
  - Phallomedusidae
  - Maningrididae
- Chilinoidea
  - Chilinidae
  - Latiidae
- Glacidorboidea
  - Glacidorbidae
- Lymnaeoidea
  - Lymnaeidae
- Planorboidea
  - Physidae
  - Planorbidae
- Siphonarioidea
  - Siphonariidae
  - †Acroreiidae